# 中富良野駅
中富良野駅（なかふらのえき）は、北海道空知郡中富良野町西町にある北海道旅客鉄道（JR北海道）富良野線の駅。事務管理コードは▲121703。駅番号はF42。

## 歴史

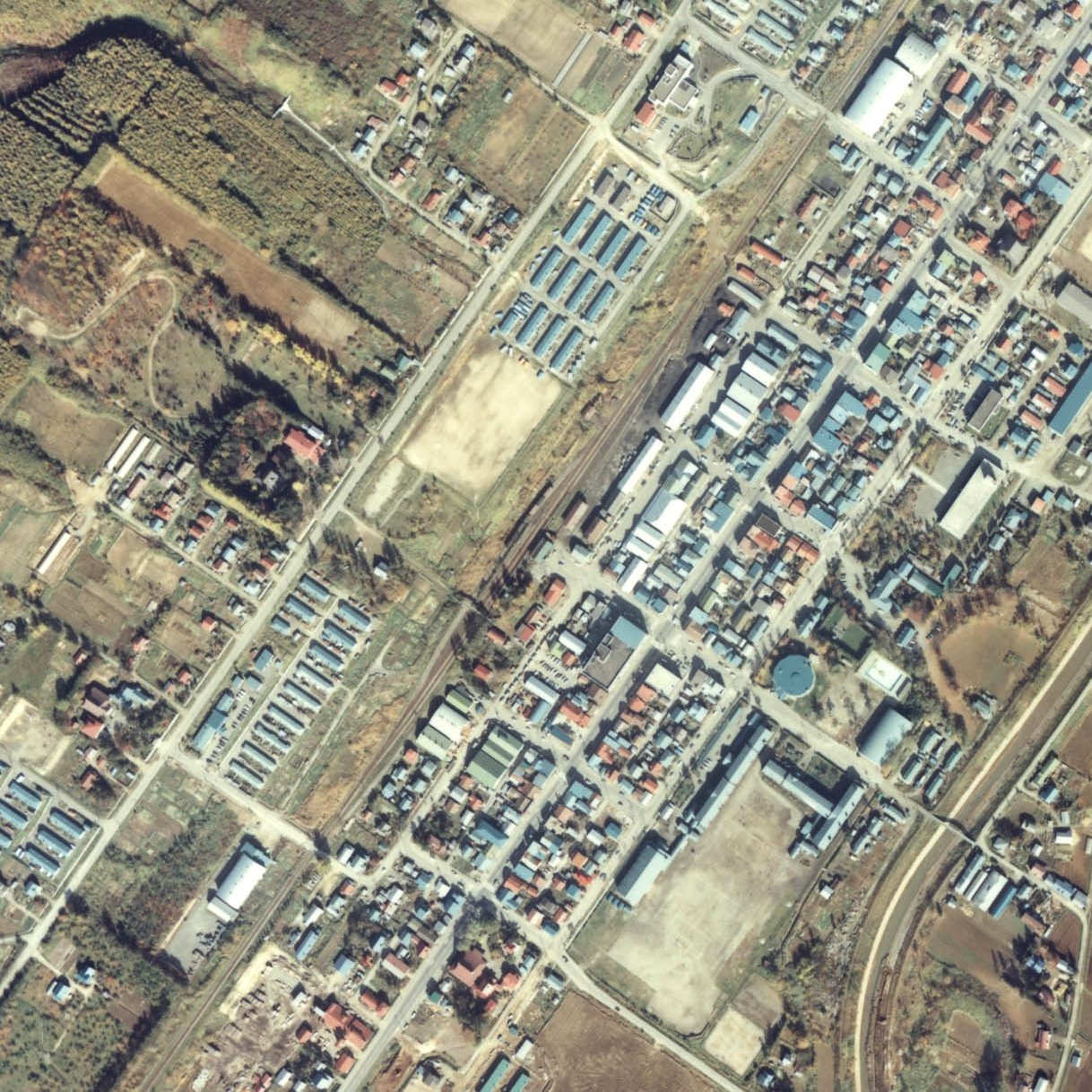
1977年の中富良野駅と周囲約750m範囲。左下が富良野方面。

- 1900年（明治33年）8月1日：北海道官設鉄道十勝線上富良野駅 - 下富良野駅（現在の富良野駅）開業にともない開業[1]。一般駅[1]。
- 1905年（明治38年）4月1日：鉄道作業局に移管[3]。
- 1909年（明治42年）10月12日：所属路線が釧路線に改称[3]。
- 1913年（大正2年）11月10日：所属路線が富良野線に改称[3]。
- 1949年（昭和24年）6月1日：公共企業体である日本国有鉄道に移管[3]。
- 1982年（昭和57年）11月15日：貨物取扱い廃止[1]。
- 1984年（昭和59年）2月1日：荷物取扱い廃止[1]。
- 1986年（昭和61年）11月1日：駅員無配置駅となり[4]、簡易委託化[5][6]。
- 1987年（昭和62年）4月1日：国鉄分割民営化により、北海道旅客鉄道（JR北海道）の駅となる[1][7]。
- 1989年（平成元年）11月1日：駅舎改築[8][9][10]。
- 2006年（平成18年）8月23日：定期券用紙の一部が所在不明になっていることが発覚し、窓口業務を停止[5]。その後、委託職員が売上金を横領していることが判明し[6][11]、窓口業務を再開することなく、簡易委託を解除され完全無人化[11]。

## 駅構造
2面2線の相対式ホームを持つ無人駅。跨線橋はなく構内踏切を渡る。
自動券売機設置なし。引き込み線や側線がある。
駅舎内に男女別の水洗式便所がある。

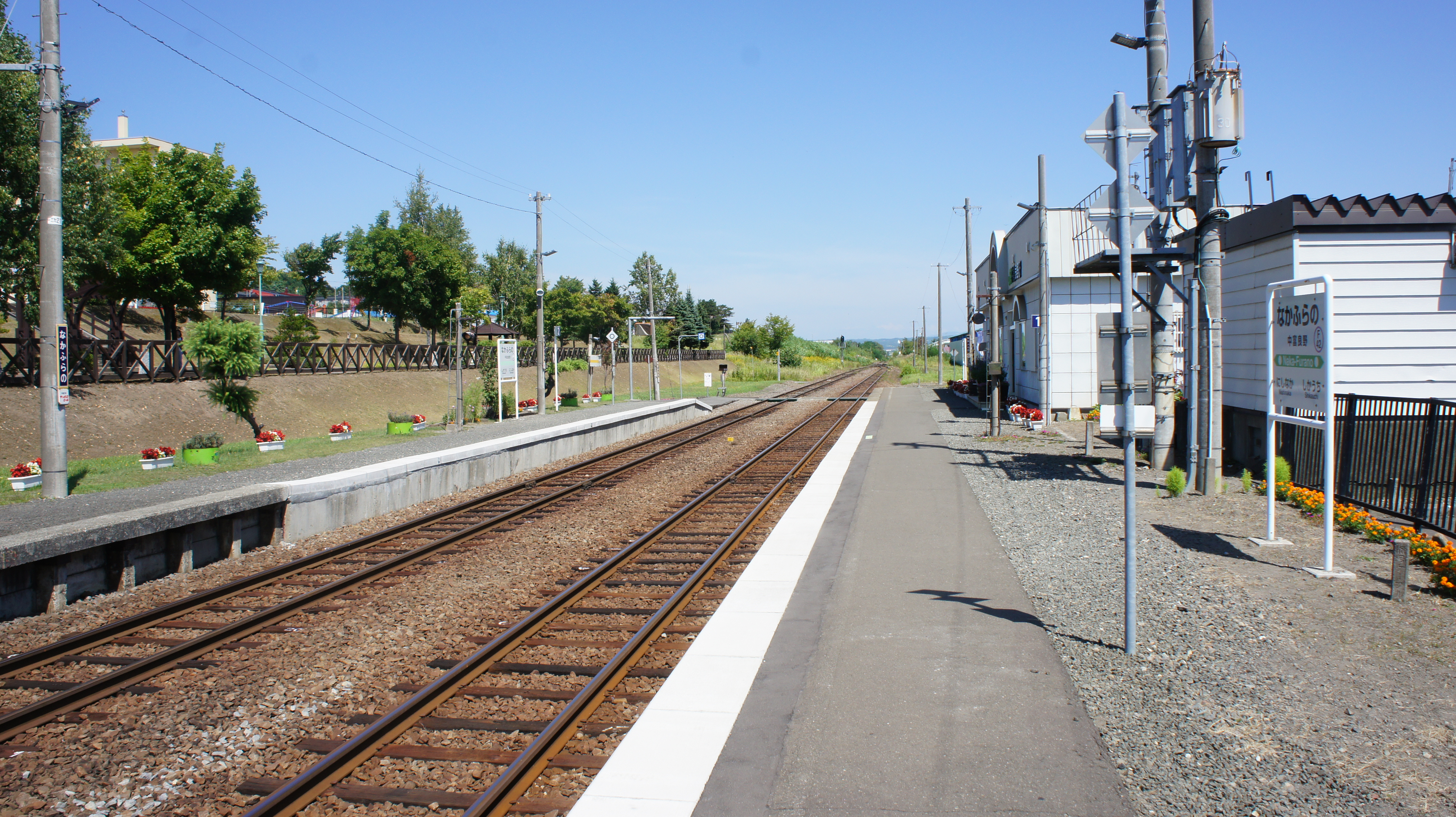
ホーム（2017年8月）
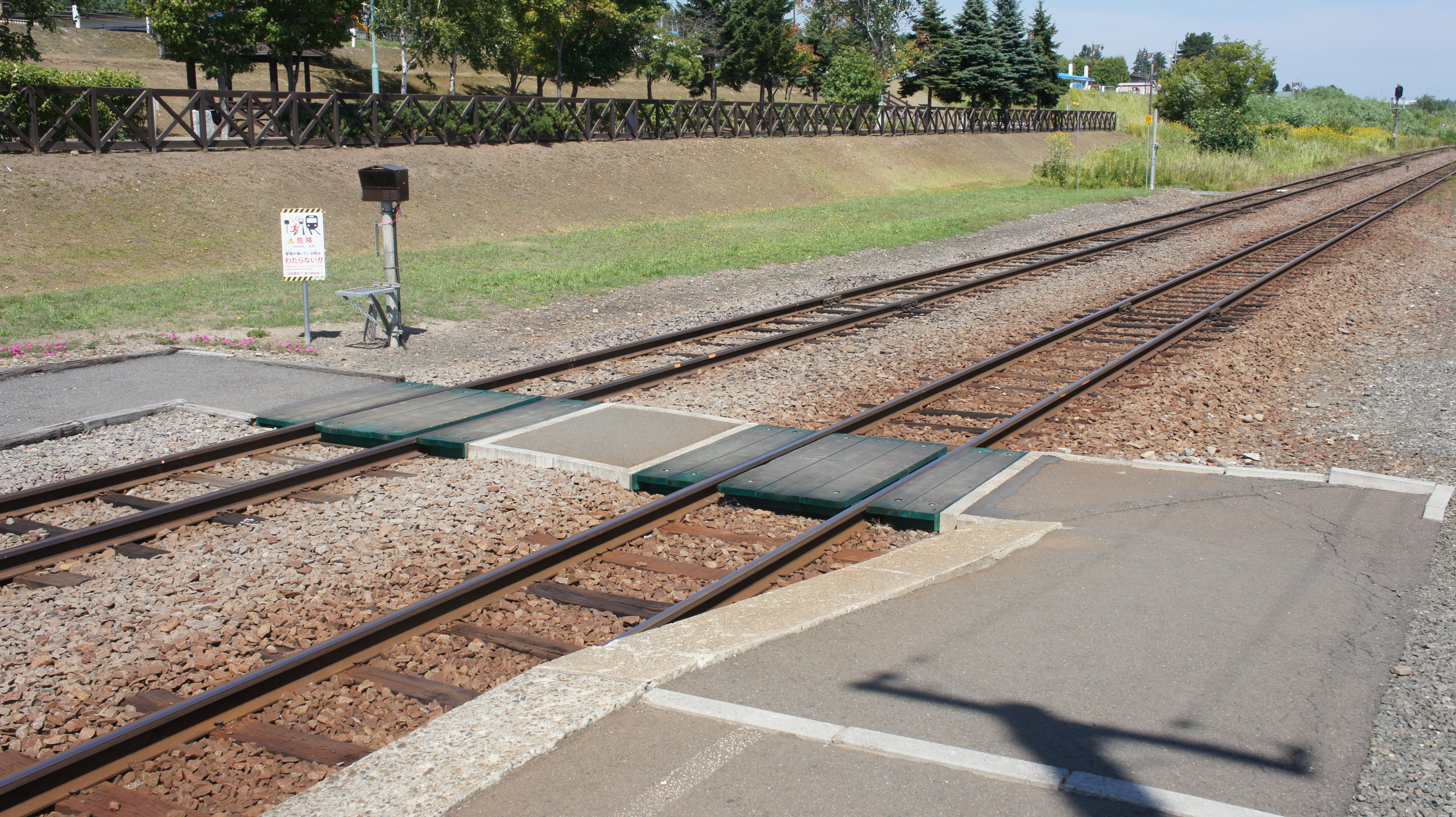
構内踏切（2017年8月）
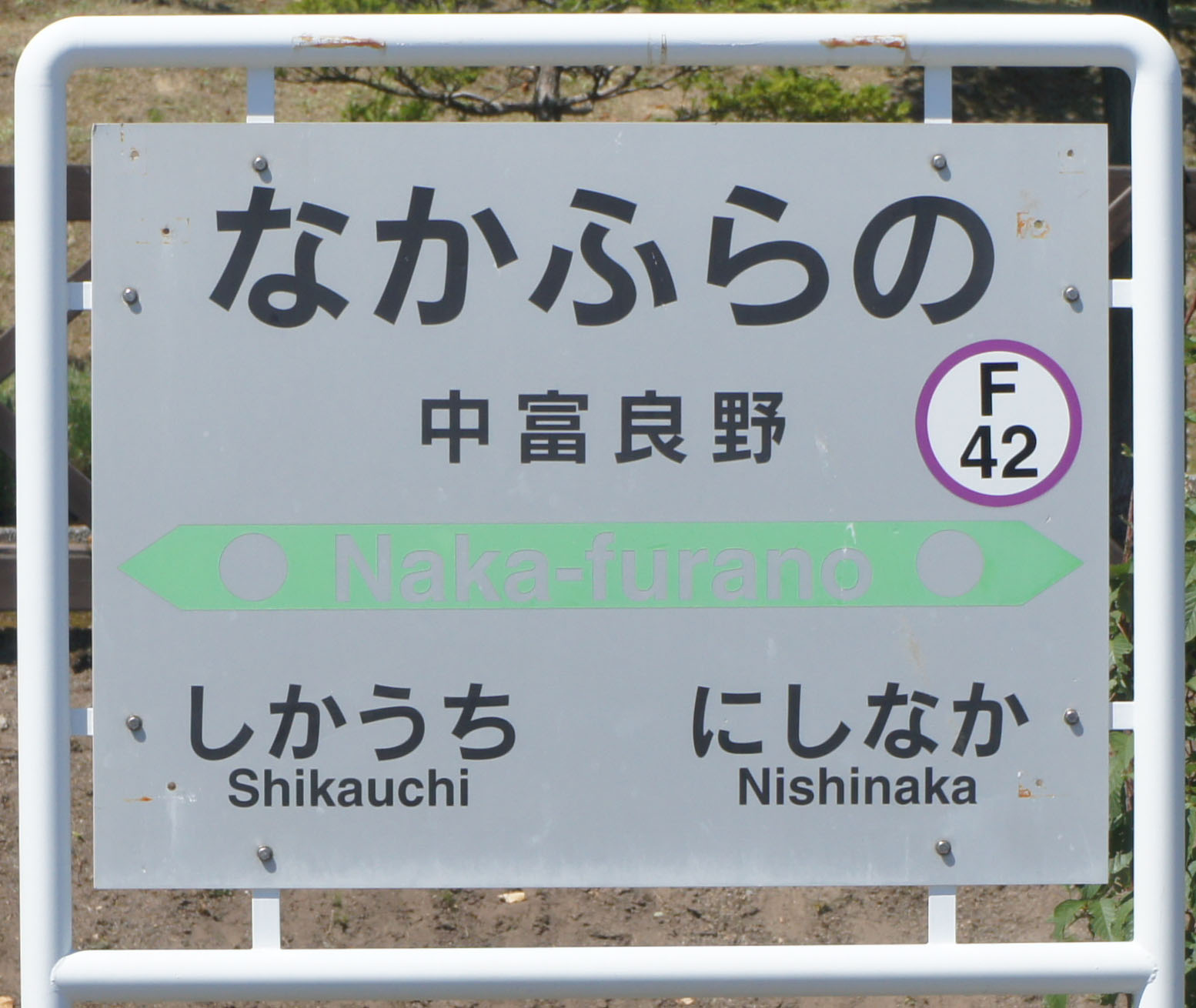
駅名標（2017年8月）

## 利用状況
が判明している場合は、1/2した値を括弧書きで記した。
また、「JR調査」については、当該の年度を最終年とする過去5年間の各調査日における平均である。
| 年度               | 乗車人員 | 乗車人員 | 乗車人員 | 出典       | 備考                 |
| 年度               | 年間     | 1日平均  | JR調査   | 出典       | 備考                 |
| ------------------ | -------- | -------- | -------- | ---------- | -------------------- |
| 1992年（平成04年） |          | (263.0)  |          | [ 10 ]     | 1日平均乗降客数526人 |
| 2016年（平成28年） |          |          | 132.4    | [ JR北 1 ] |                      |
| 2017年（平成29年） |          |          | 131.8    | [ JR北 2 ] |                      |
| 2018年（平成30年） |          |          | 124.4    | [ JR北 3 ] |                      |
| 2019年（令和元年） |          |          | 120.0    | [ JR北 4 ] |                      |
| 2020年（令和02年） |          |          | 113.0    | [ JR北 5 ] |                      |
| 2021年（令和03年） |          |          | 116.4    | [ JR北 6 ] |                      |
| 2022年（令和04年） |          |          | 114.4    | [ JR北 7 ] |                      |
| 2023年（令和05年） |          |          | 115.4    | [ JR北 8 ] |                      |

## 駅周辺
中富良野町の中心駅であり、周辺には集合住宅や倉庫などが並んでいる。
- 北海道道705号ベベルイ中富良野停車場線
- 国道237号
  - ふらのバス・道北バス・十勝バス・北海道拓殖バス「中富良野」停留所
- 中富良野町役場
- 富良野警察署中富良野駐在所
- 中富良野郵便局
- 旭川信用金庫中富良野支店
- ふらの農業協同組合（JAふらの）中富良野支所
- 中富良野中学校
- 北星山ラベンダー園/北星スキー場（夏はラベンダー畑、冬はスキー場になる。また、町営索道（リフト）が運行されている。）[12]
- 中富良野神社

## 隣の駅
北海道旅客鉄道（JR北海道）
■富良野線
上富良野駅 (F39) - *西中駅 (F40) - （臨）ラベンダー畑駅 (F41) - 中富良野駅 (F42) - **鹿討駅 (F43) - 富良野駅 (T30)
*:一部の列車は西中駅を通過する。
**:一部の列車は鹿討駅と学田駅 (F44) を通過する。

### JR北海道
1. ↑  「富良野線（富良野・旭川間）」（PDF）『線区データ（当社単独では維持することが困難な線区）』、北海道旅客鉄道、2017年12月8日。オリジナルの2017年12月9日時点におけるアーカイブ。2017年12月10日閲覧。
2. ↑  「富良野線（富良野・旭川間）」（PDF）『線区データ（当社単独では維持することが困難な線区）(地域交通を持続的に維持するために)』、北海道旅客鉄道株式会社、3頁、2018年7月2日。オリジナルの2018年8月18日時点におけるアーカイブ。2018年8月18日閲覧。
3. ↑  “富良野線（富良野・旭川間）” (PDF). 線区データ（当社単独では維持することが困難な線区）(地域交通を持続的に維持するために).   北海道旅客鉄道. p. 3 (2019年10月18日). 2019年10月18日時点のオリジナルよりアーカイブ。2019年10月18日閲覧。
4. ↑  “富良野線（富良野・旭川間）” (PDF). 地域交通を持続的に維持するために > 輸送密度200人以上2,000人未満の線区（「黄色」8線区）.   北海道旅客鉄道. p. 3 (2020年10月30日). 2020年11月2日時点のオリジナルよりアーカイブ。2020年11月4日閲覧。
5. ↑  “駅別乗車人員  特定日調査（平日）に基づく”.   北海道旅客鉄道. 2022年8月3日時点のオリジナルよりアーカイブ。2022年8月14日閲覧。
6. ↑  “駅別乗車人員  特定日調査（平日）に基づく”.   北海道旅客鉄道. 2022年9月3日時点のオリジナルよりアーカイブ。2022年9月3日閲覧。
7. ↑  “駅別乗車人員  特定日調査（平日）に基づく”.   北海道旅客鉄道. 2023年11月10日時点のオリジナルよりアーカイブ。2023年11月10日閲覧。
8. ↑  “駅別乗車人員  特定日調査（平日）に基づく”.   北海道旅客鉄道 (2024年). 2024年9月9日時点のオリジナルよりアーカイブ。2024年9月9日閲覧。